# T-Bone Burnett
Joseph Henry "T-Bone" Burnett (14 de janeiro de 1948) é um músico, compositor e produtor americano. Seu apelido veio do guitarrista do Texas, T-Bone Walker, que "causou algum estremecer quando ele começou a tocar, mas ele ficou com ela."
Burnett era um guitarrista da turnê da banda de Bob Dylan na Rolling Thunder Revue. Após o termino da turnê, Burnett e outros dois membros da banda de apoio formaram a banda Alpha, seguido por seu primeiro álbum solo em 1980.
Burnett produziu artistas como Roy Orbison, Lisa Marie Presley, John Mellencamp, Los Lobos, Counting Crows, Elton John e Leon Russell, Elvis Costello e sua esposa Diana Krall, Natalie Merchant e The Wallflowers, bem como Tony Bennett e k. d. lang no álbum A Wonderful World. Burnett ganhou o Grammy Award pela trilha sonora de O Brother, Where Art Thou? e por seu trabalho com Alison Krauss e Robert Plant. Ele foi nomeado para um Oscar por sua contribuição de composição para o filme Cold Mountain, e ganhou um Oscar de melhor canção original para "The Weary Kind" de Crazy Heart.
Ele fundou a gravadora DMZ, um selo da Columbia, e foi envolvido com Mark Heard e Tonio K no curta What? Records. Ele também supervisionou a música para os filmes Walk the Line e The Big Lebowski.
As canções de Burnett foram cantadas por artistas como k. d. lang ("Till the Heart Caves In"), Los Lobos, Sixpence None the Richer ("Carry You"), Tonio K, Emmylou Harris, Mark Heard ("Power of Love"), Arlo Guthrie, Warren Zevon, Peter Case, e B. J. Thomas.